# Унгени (футбольний клуб)
ФК «Унгени» (рум. Clubul de Fotbal Ungheni) — футбольний клуб з однойменного міста, Молдова. Заснований 2012 року. По сезон 2016—2017 років виступав у Національному дивізіоні Молдови. Домашні матчі приймає на стадіоні «Мірча Ельяде» в місті Ніспорени, потужністю 2 500 глядачів.